# Propylée (architecture)
Pour les articles homonymes, voir Propylée.
 (décembre 2023).
Si vous disposez d'ouvrages ou d'articles de référence ou si vous connaissez des sites web de qualité traitant du thème abordé ici, merci de compléter l'article en donnant les références utiles à sa vérifiabilité et en les liant à la section « Notes et références ».
Un propylée (du grec pro-, « devant » et pulon, pulê, « porte ») est à l'origine un vestibule conduisant à un sanctuaire. Aujourd'hui, on l'emploie au pluriel, il désigne un accès monumental. C'est la porte d'entrée d'un sanctuaire, la séparation entre un lieu profane (la cité) et un monde divin (le sanctuaire).

Le plus célèbre exemple de propylée est celui de l'acropole d'Athènes, réalisé par Mnésiclès de 438 à 432 av. J.-C., dans le cadre des grands travaux de Périclès après les guerres médiques. Il est composé d'un vestibule central et de deux ailes de chaque côté. À l'est et à l'ouest, il est flanqué de deux portiques avec six colonnes doriques. L'aile nord se nomme la pinacothèque et était une salle de banquet et d'exposition d'œuvres d'art.

Vues des propylées de l'acropole d'Athènes.
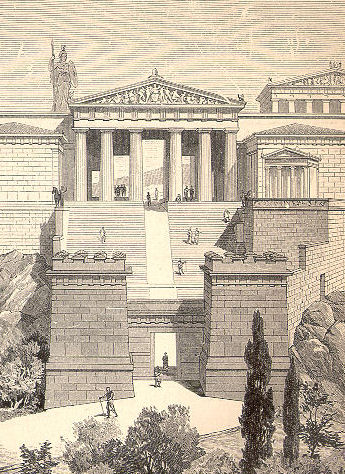
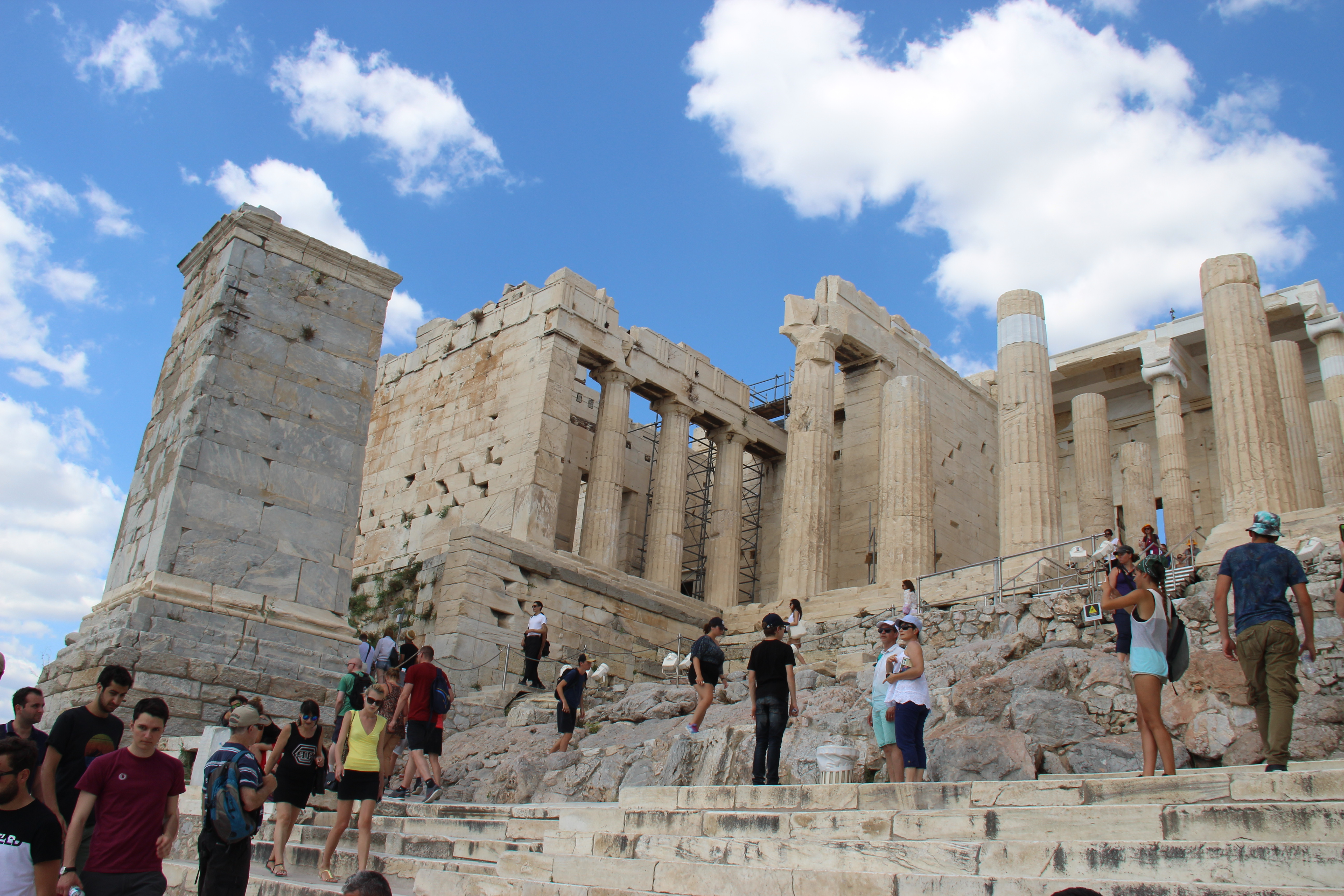
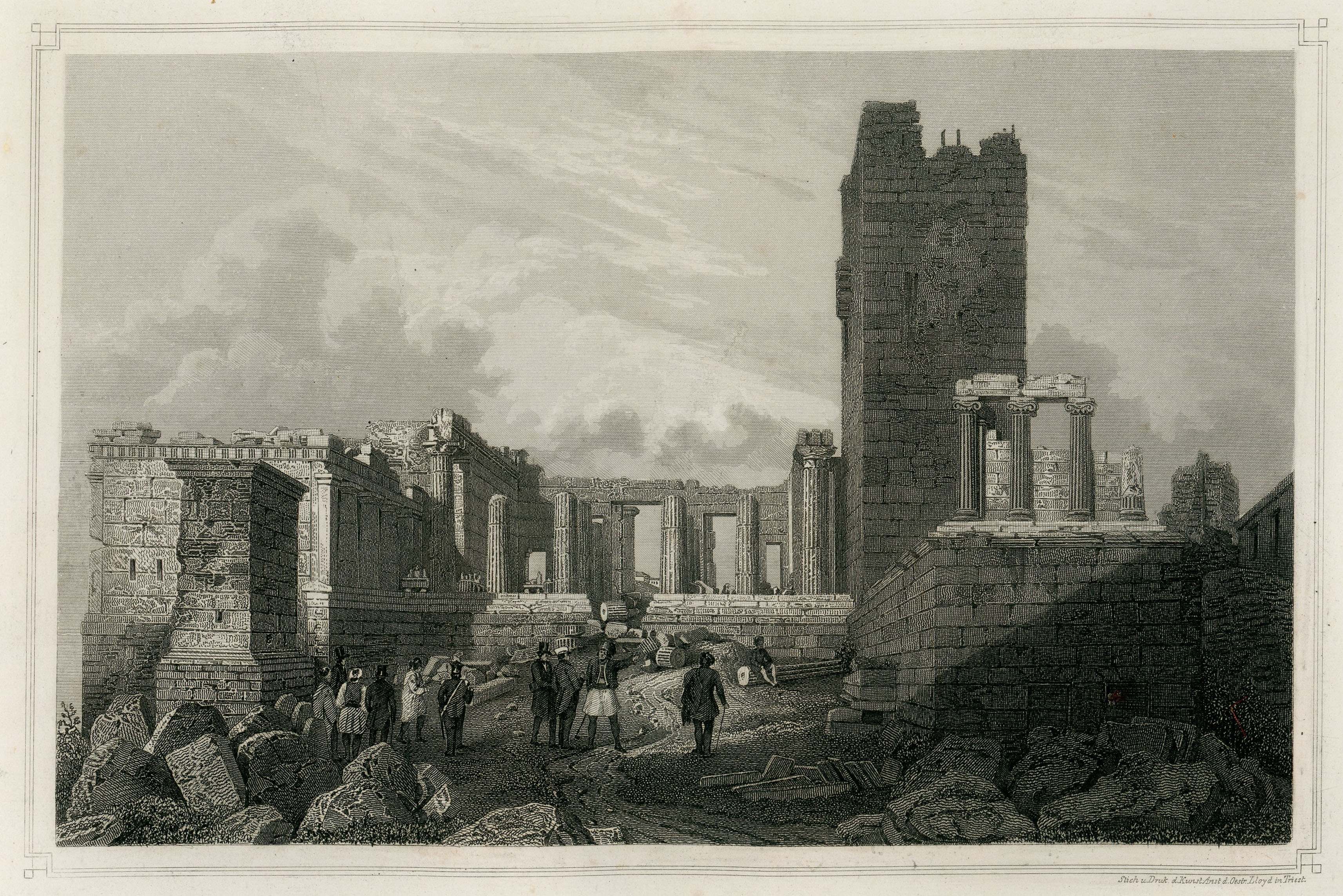
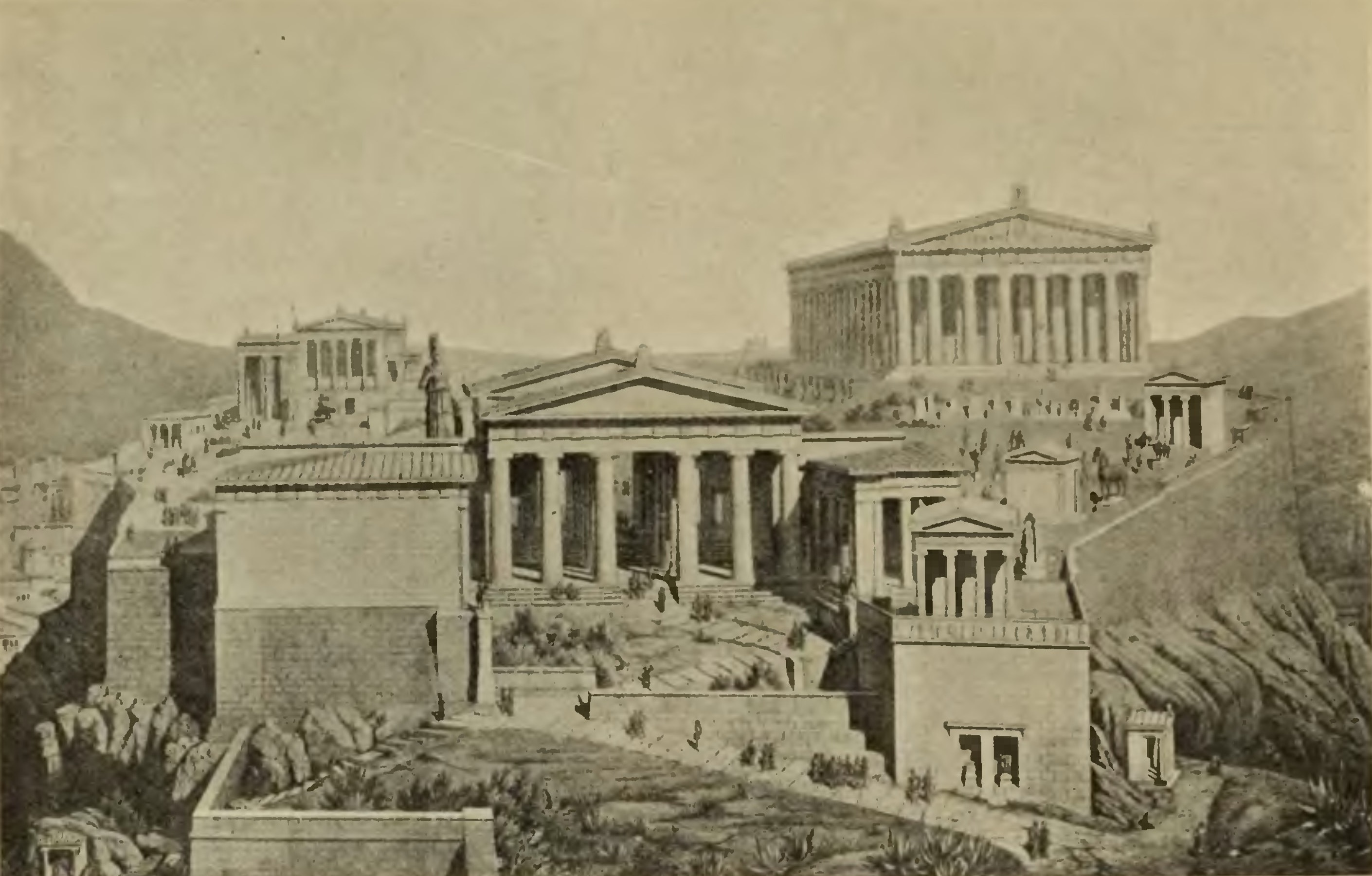